# Мартін Гамбош
Мартін Гамбош (словац. Martin Gamboš, нар. 23 січня 1998, Жиліна) — словацький футболіст, півзахисник вірменського клубу «Ноах». Виступав також за низку словацьких і закордонних клубів, та молодіжну збірну Словаччини. Чемпіон Вірменії та володар Кубка Вірменії.

## Клубна кар'єра
Мартін Гамбош народився 1998 року в місті Жиліна. Розпочав займатися футболом у юнацькій команді німецького футбольного клубу «Ян» (Регенсбург), пізніше грав у юнацькій команді іншого німецького клубу «Мюнхен 1860». У 2017 році словацький гравець розпочав виступи за другу команду клубу «Мюнхен 1860», проте протягом сезону зіграв лише 1 матч, та в 2018 році перейшов до словацького клубу «Жиліна». У словацькому клубі Гамбош також не став гравцем основного складу, і в 2019 році керівництво «Жиліни» віддало футболіста в річну оренду до клубу «Спартак» (Трнава), звідки він у 2020 році повернувся до «Жиліни».
На початку 2021 року Мартін Гамбош став гравцем клубу «Сениця», а в другій половині року грав у складі іншого словацького клубу «ВіОн». На початку 2022 року футболіст перейшов до німецького клубу Третьої Бундесліги «Вікторія» (Берлін), а в другій половиі року перейшов до шведського клубу «Вестерос», у якому грав до 2023 року.
З 2023 року Мартін Гамбош грає у складі вірменського клубу «Ноах». У складі команди футболіст у сезоні 2024—2025 років став чемпіоном Вірменії та володарем Кубка Вірменії.

## Виступи за збірну
У 2019 році Мартін Гамбош грав у складі молодіжної збірної Словаччини, у складі якої зіграв у 2 матчах, забив 1 гол.

## Титули і досягнення
- Чемпіон Вірменії (1):

«Ноах»: 2024–2025
- Володар Кубка Вірменії (1):

«Ноах»: 2024–2025